# Procampylaspis mediterranea
Procampylaspis mediterranea är en kräftdjursart som beskrevs av Michel Ledoyer 1988. Procampylaspis mediterranea ingår i släktet Procampylaspis och familjen Nannastacidae. Inga underarter finns listade i Catalogue of Life.